# Carme Forcadell

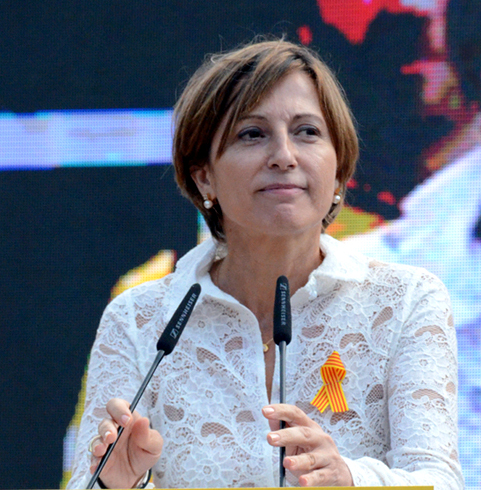
Carme Forcadell

Maria Carme Forcadell i Lluís (geboren am 29. Mai 1955) ist eine spanische Politikerin aus Katalonien. Sie ist die ehemalige Präsidentin des katalanischen Parlaments und eine katalanische Gymnasiallehrerin, die für ihr Engagement für die Unabhängigkeit Kataloniens bekannt ist.
Sie war eine der Gründerinnen der Plataforma per la Llengua, Mitglied des Vorstands der Sabadeller Filiale von Òmnium Cultural und Präsidentin der katalanischen Nationalversammlung von deren Gründung bis Mai 2015.
Im Jahr 2015 gewann sie als Mitglied der Koalition Junts pel Sí einen Sitz im katalanischen Parlament. Im Oktober 2015 wurde sie dann zur Präsidentin des katalanischen Parlaments gewählt, ein Amt, das sie bis Januar 2018 innehatte. Von März 2018 bis Juni 2021 saß sie unter dem Vorwurf der Rebellion im Gefängnis. Im Oktober 2019 wurde sie vom Obersten Gerichtshof Spaniens wegen Volksverhetzung und Veruntreuung öffentlicher Gelder zu 11 Jahren und sechs Monaten Haft sowie zum Entzug der Zulassung verurteilt. Im Juni 2021 wurde sie nach einer Begnadigung durch die Regierung freigelassen.